# Cyril Pedrosa
Cyril Pedrosa (Poitiers, 22 de novembro de 1972) é um desenhista francês de banda desenhada e um ilustrador.

## Biografia
Nasceu na cidade francesa de Poitiers como filho de pais portugueses. Trabalhou como animador nos estúdios da Disney em Paris, onde participou na criação de filmes como O Corcunda de Notre Dame (1996) e Hércules (1997). Em 1998 começou a colaborar com David Chauvel em quatro episódios da série Ring Circus. Com ele, criou a série infantil Brigade Fantôme e a partir de 2004 a série Les Aventures spatio-temporelles de Shaolin Moussaka.
Em 2006 lançou Les Cœurs solitaires, o seu primeiro trabalho com desenhos e letras só dele. Em 2007 segui-se Trois ombres que lhe trouxe reconhecimento internacional como autor de banda desenhada. A obra foi lançada em várias línguas, e teve a edição em português sobre o nome de „Três Sombras“.
Seguiram-se a autobiográfica Autobio (2009) e o romance gráfico Portugal, obra também ela inspirada na vida do autor. Foram agraciados com vários prémios em diferentes países, nomeadamente Portugal obteve aumentada atenção dos críticos internacionais. Em 2013 foi um dos cinco fundadores da revista online de bd, Professeur Cyclope, juntamente com Gwen de Bonneval, Hervé Tanquerelle, Brüno (Bruno Thielleux) e Fabien Vehlmann.

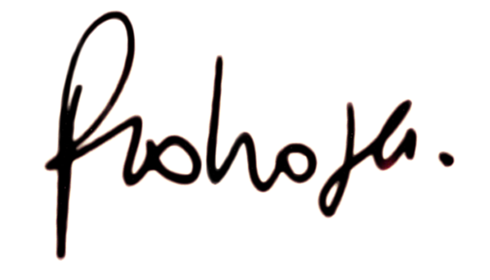
Assinatura de Cyril Pedrosa

## Obras com edições em português
- 2011: Portugal
- 2009: Autobio
- 2008: Três Sombras
- 2005: Ring Circus - Os Peralvilhos (com David Chauvel)

## Prémios
- 2008: Les Essentiels d'Angoulême no salão internacional de BD de Angoulême por Trois ombres
- 2009: Prix Tournesol, no salão internacional de BD de Angoulême por Autobio
- 2009:  Comic Book Award da National Cartoonist Society por Portugal
- 2009: Eisner Award para Best Writer por Três Sombras (indicado)
- 2011: Prix Le Point de la BD da revista Le Point por Portugal
- 2011:  Prix Bédélys em Montreal por Portugal
- 2012: Prix des libraires BD, do Canal BD, por Portugal
- 2012: Prix de la BD Fnac da Fnac por Portugal
- 2012: Troféu HQ Mix - Desenhista por Três Sombras (indicado)
- 2012: 24º Troféu HQ Mix por Três Sombras (indicado)
- 2013: Millor obra estrangera no salão internacional de BD de Barcelona por Portugal